# Parc national Nevado de Tres Cruces
 (septembre 2016).
Si vous disposez d'ouvrages ou d'articles de référence ou si vous connaissez des sites web de qualité traitant du thème abordé ici, merci de compléter l'article en donnant les références utiles à sa vérifiabilité et en les liant à la section « Notes et références ».
Le parc national Nevado de Tres Cruces est un parc national situé dans la province de Copiapó de la région d'Atacama au Chili. Divisé en deux zones séparées géographiquement, du côté oriental, il s'adosse à la cordillère des Andes, non loin de la frontière argentine (province de Catamarca). 

## Situation
Le parc se trouve à 149 km à l'est de Copiapó. On y accède facilement par la route no 31, qui va de Copiapó au col andin frontalier du paso de San Francisco. Il est situé dans les communes de Copiapó et de Tierra Amarilla, dans la IIIe région d'Atacama, province de Copiapó.  
Il a une superficie de 59 090 hectares (591 km2), et est divisé en deux secteurs séparés. Le premier, au nord, comprend la laguna Santa Rosa, le sud du salar Maricunga et le lit du Río Lamas ; il a une superficie de 46 945 hectares. Le second, situé au sud du volcan Copiapó ou Azufre (6 052 mètres) héberge la laguna del Negro Francisco et l'embouchure du Río Astaburuaga; il a une surface moindre, de 12 136 hectares.

## Description
L'altitude moyenne du parc national est de plus ou moins 3 700 mètres. Il est constitué d'une zone où prédominent les déserts d'altitude et les salars andins. Il comprend aussi d'importantes zones humides qui alimentent une flore et une faune particulières, comprenant des espèces bien adaptées à ce milieu finalement fort peu hospitalier. 
Le parc doit son nom à l'imposant massif volcanique du Nevado Tres Cruces, dont la haute triple silhouette est visible de fort loin dans le site. 
Il se trouve à proximité de quelques-uns des volcans géants des Andes : le Nevado Incahuasi (6 638 m), le El Muerto (6 488 m), le Nevados Ojos del Salado (6 868 m), le Nevado Tres Cruces (6 749 m), et quelques autres encore.

## Faune protégée
L'avifaune du parc est extrêmement diversifiée. On y dénombre pas moins de 47 espèces endémiques, dont les Taguas Cornudas et trois espèces de flamants, qui ensemble atteignent plus de 7 000 exemplaires : le flamant des Andes, le flamant du Chili et le flamant de James. On y trouve aussi le canard huppé appelé localement pato juarjual (anas ou lophonetta specularioides).
Dans le parc habitent aussi une dizaine d'espèces de mammifères autochtones, comme les vigognes (Vicugna vicugna), les guanacos (Lama guanicoe) et les renards culpeo (ou Pseudalopex culpaeus). 
Au total 17 espèces en danger y sont protégées. 

### Liens externes

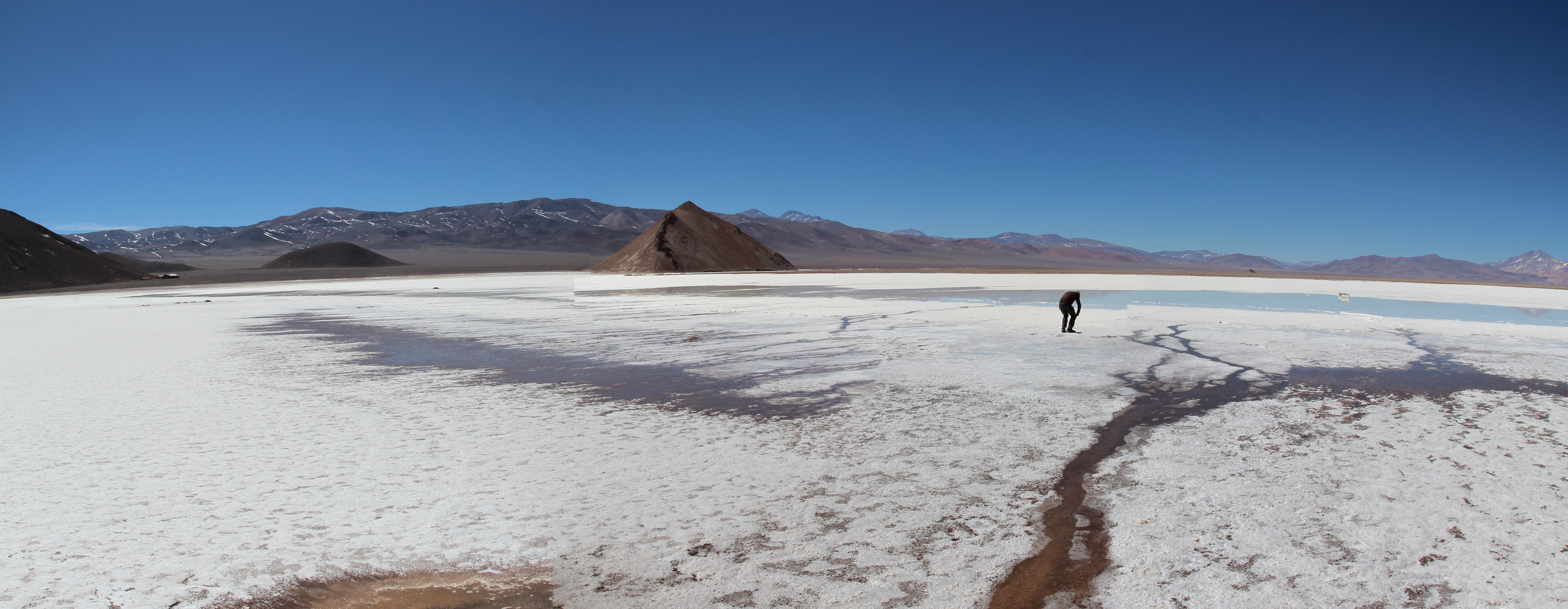
Le salar de Maricunga, qui borde la partie nord du parc national Nevado Tres Cruces, en 2018. Alt. : 3750m